# Nick Sloane
Nicholas „Nick“ Sloane (* 5. Juli 1961 in Kitwe, Sambia) ist ein Experte für Schiffsbergungen.

## Leben
Bekannt wurde Sloane durch die Leitung der Aufrichtungsoperation an dem Wrack der Costa Concordia im September 2013. Diese war im Jahr zuvor mit einem Felsen kollidiert und hatte für 20 Monate auf Grund gelegen. Vorausgegangen waren 16 Monate vorbereitender Arbeiten.
2015 erhielt Sloane den Deutschen Meerespreis.
Juni 2019 wurde berichtet, dass er projektiert, einen Eisberg mit mehr als 100.000 Tonnen Masse unter Ausnützung von Meeresströmungen von der Antarktis an die Westküste von Südafrika zu schleppen um hier daraus Trinkwasser zu gewinnen.